# Свечки
Свечки (укр. Свічки) — дворянский род.
Происходит от Леонтия Назаровича Свечки, полковника Лубенского (1688—1699).
Потомки его служили бунчуковыми товарищами. Последний представитель рода — Николай Львович (1828—1899) — действительный статский советник, почётный мировой судья Пирятинского (1869-75) и Лубенского (1877-81) уездов, пирятинский (1862-65) и Лубенский (1877-86) уездный предводитель дворянства.
Род этот внесен в I и VI ч. родословной книги Полтавской губернии.

## Описание герба
В лазоревом поле рука, выходящая слева и вооруженная мечом, обременяющим опрокинутую стрелу в андреевский крест.